# Rhizogoniales
Rhizogoniales là một bộ rêu trong ngành Bryophyta.